# Yang Jin-mo
Pour les articles homonymes, voir Jin-mo et Yang.
Yang Jin-mo (coréen : 양진모) est un monteur sud-coréen.
Il est surtout connu pour son travail sur Parasite, plusieurs fois lauréat d'un Oscar, en tant que monteur, ce qui lui a valu une évaluation critique et une reconnaissance, notamment un prix des monteurs de cinéma américain pour le meilleur long métrage dramatique aux American Cinema Editors Awards en 2020 et le prix de la Critics Society pour le meilleur montage,. Cela fait de Parasite le premier film non anglophone à remporter le premier prix aux Eddie Awards des American Cinema Editors. Il a également été nommé pour l'Oscar du meilleur montage pour son travail sur Parasite.

## Biographie
Yang Jin-mo fait ses études aux États-Unis. Il fréquente la Cherry Hill East High School, dans le New Jersey et est diplômé du Bard College de New York. Il commence comme assistant monteur sur de nombreuses productions, puis est le monteur de plusieurs films coréens notables, dont Okja de Bong Joon-ho (2017), ainsi que des films comme The Tooth and the Nail (2017), The Age of Shadows (2016), le thriller de zombie très acclamé Dernier train pour Busan (2016), la comédie d'action Luck Key (2016) et la comédie romantique The Beauty Inside (2015). Il est ensuite le monteur de Parasite (2019), ce qui lui vaut une évaluation critique et une reconnaissance, notamment un American Cinema Editors Award du meilleur long métrage dramatique aux American Cinema Editors Awards en 2020,,. Cela a fait de Parasite le premier film non anglophone à remporter le premier prix aux American Cinema Editors Awards. Il a également été nommé pour l'Oscar du meilleur montage pour son travail sur le film.

## Filmographie (sélection)
- 2016 : The Beauty Inside (뷰티 인사이드) de Baek Jong-yeol
- 2016 : Dernier train pour Busan (부산행, Busan-haeng)
- 2017 : Okja (옥자, Okja)
- 2017 : 1987: When the Day Comes
- 2018 : Psychokinesis (염력, Yeomnyeok)
- 2018 : Illang : La Brigade des loups (hangeul : 인랑 ; RR : Inrang)
- 2019 : Parasite (기생충, Gisaengchung)
- 2019 : The Battle: Roar to Victory (hangeul : 봉오동 전투 ; RR : Bongodong Jeontoo) de Won Shin-yeon
- 2020 : Peninsula
- 2020 : Pawn (hangeul : 담보 ; RR : Dambo)
- 2020 : The Call (hangeul : 콜 ; RR : Kol)
- 2024 : Mickey 17 de Bong Joon-ho

## Récompenses et distinctions
- (en) Yang Jin-mo: Awards, sur l'Internet Movie Database